# Baeckea staminosa
Baeckea staminosa là một loài thực vật có hoa trong Họ Đào kim nương. Loài này được Pritz. mô tả khoa học đầu tiên năm 1905.